# 近畿経友納税会
近畿経友納税会（きんきけいゆうのうぜいかい）は、近畿地区における経営者の経済・親睦団体。近畿経友納税連合会と近畿地区2府4県下にある30の地域関連団体（単組）から構成されている（発足時36団体、大阪府25、京都府1、兵庫県8、奈良県1、滋賀県1、和歌山県1）。近畿経友納税連合会の会長は高山正義タカヤマ金属工業株式会社代表取締役、2020年4月末時点での会員数は、法人638社、個人1,350人の合計1,988人社である。顧問税理士、税務顧問には大阪国税局や税務署署長出身者を起用している。
会員に対し、税務署員を講師として招いて税務研修会を行うなど税務面でのサポート、納税思想の高揚と税知識の普及による経済・社会的地位の向上と地域社会の発展に寄与、また合わせて会員企業間の異業種交流を取り持つことを目的としている。具体的には、企業納税者の税務上の合理化のため会員の指導育成、申告手続等の税務相談、決算の指導、税務関係法規の調査研究および経済問題に関する各種情報資料の蒐集配布、会員相互の親睦・交流、大阪国税局や所轄税務署並びに近畿産業信用組合などの金融機関との連絡・提携である。また税務面のサポートにおいては各地域の納税協会連合会と連携を図っている。
1974年<近畿経友納税会>の前身である<納税経友会>第1号が大阪市東成区に設立される。　　　　
2002年10月30日、破綻した在日韓国人系信用組合である信用組合関西興銀系の経友会と、信用組合大阪商銀系の商友会が連合して近畿経友納税会が発足、また同日、近畿納税経友会と近畿産業納税会が連合し近畿経友納税連合会が発足した。両破綻信用組合から事業譲渡を受けた近畿産業信用組合との関係が深く、近畿経友納税連合会は大阪市中央区淡路町の近畿産業信組合用7階に置かれている。

## 単組
- 近畿経友納税連合会
- 西近畿経友納税会
- 南・天王寺近畿経友納税会
- 浪速近畿経友納税会
- 北・大淀近畿経友納税会
- 西淀川近畿経友納税会
- 生野近畿経友納税会
- 東成近畿経友納税会
- 旭都近畿経友納税会
- 門真・城東近畿経友納税会
- 東住吉近畿経友納税会

- 西成・住吉近畿経友納税会
- 東淀川近畿経友納税会
- 茨木近畿経友納税会
- 吹田近畿経友納税会
- 豊能近畿経友納税会
- 堺近畿経友納税会
- 泉州近畿経友納税会
- 東大阪近畿経友納税会
- 八尾近畿経友納税会
- 枚方近畿経友納税会

- 神戸近畿納税経友会
- 西宮近畿経友納税会
- 伊丹近畿経友納税会
- 尼崎近畿経友納税会
- 姫路近畿経友納税会
- 京都近畿経友納税会
- 奈良近畿経友納税会
- 葛城近畿経友納税会
- 和歌山近畿経友納税会
- 大津近畿経友納税会

など。